# Leone Piccioni
Leone Piccioni (Torino, 9 maggio 1925 – Roma, 15 maggio 2018) è stato un critico letterario e giornalista italiano.

## Biografia

### Formazione
Figlio del politico Attilio Piccioni e fratello del compositore Piero, Leone Piccioni trascorse la giovinezza con la famiglia a Pistoia dove conseguì il diploma di maturità classica al Liceo Niccolò Forteguerri. Il rapporto con la città toscana si consoliderà quando lo scrittore sarà tra i fondatori del Premio Ceppo Pistoia. Studiò all'Università degli Studi di Firenze con Giuseppe De Robertis e all'Università di Roma con Giuseppe Ungaretti.

### La carriera in RAI
Assunto in RAI nel 1946, fu praticante giornalista al giornale radio, nel '49 divenne redattore di "L'Approdo letterario" e curatore dell'omonima trasmissione radiofonica e televisiva. 
Successivamente divenne capo servizi culturali unificati del Giornale Radio e del Telegiornale.
Nel 1965 fu nominato direttore dei programmi radiofonici e in tale veste reinventò la radio nell'era della televisione attraverso trasmissioni di successo come Bandiera gialla, Per voi giovani, Chiamate Roma 3131, Gran varietà e La corrida.
Nel 1955 Leone Piccioni fu uno dei fondatori del premio letterario "Il Ceppo".
Nel 1969 venne nominato vice direttore generale.

### Critico letterario
Leone Piccioni insegnò successivamente a Roma e allo IULM di Milano Letteratura italiana moderna e contemporanea.
Fu direttore di "La Discussione". Come critico letterario, oltre a decine di edizioni e saggi su Ungaretti, di cui curò l'edizione di Tutte le poesie (Milano, Mondadori, 1969), scrisse saggi su autori come Federigo Tozzi, Carlo Emilio Gadda, Giacomo Leopardi. Firmò articoli sul quotidiano "Il Tempo".
Leone Piccioni fu presidente della sezione di narrativa del Premio Letterario Basilicata.
Fu componente della giuria del premio Soverato 1964.

## Opere principali
- Due saggi sulla poesia di Ungaretti, Roma, Novagrafica, 1948
- Lettura leopardiana e altri saggi, Firenze, Vallecchi, 1952
- Sui contemporanei, Milano, Fabbri, 1953
- Tradizione letteraria e idee correnti, Milano, Fabbri, 1956
- La narrativa italiana tra romanzo e racconti, Milano, Mondadori, 1959
- Lavagna bianca: diario 1963, con agosto in URSS, Firenze, Vallecchi, 1964
- Pazienza ed impazienza: studi e saggi: 1946-1966, Firenze, Sansoni, 1968
- Maestri e amici, Milano, Rizzoli, 1969
- Troppa morte, troppa vita: viaggi e pensieri intorno agli USA, Firenze, Vallecchi, 1969
- Vita di un poeta : Giuseppe Ungaretti, Milano, Rizzoli, 1970
- Ritratto fuori moda, Milano, Rizzoli, 1977
- Maestri veri e maestri del nulla, Torino, Società editrice internazionale, 1979[8]
- Ungarettiana, Firenze, Vallecchi, 1980, Premio Nazionale Rhegium Julii per la Saggistica 1981;[9]
- Proposte di lettura, Milano, Rusconi, 1985
- Linea poetica dei canti leopardiani, Milano, Rusconi, 1988
- Profili: Saba, Cardarelli, Ungaretti, Montale, Milano, Rizzoli, 1995